# 크리스티나 콕스
크리스티나 콕스(Christina Cox, 1971년 7월 31일 ~ )는 캐나다의 배우이다.

## 출연 작품
- 그 남자의 비밀: 교수와 제자 (2017)
- 뷰티 마크 (2013)
- 사이버 시덕션  (2012)
- 블러드 타이즈 (2007)
- 리딕 - 헬리온 최후의 빛 (2004)
- 베터 댄 초콜릿 (1999)
- 코드 네임 피닉스 (1999)
- 크로우 - 시리즈 (1998)
- 노 프로텍트 (1996)
- 에프 엑스 - 시리즈 (1996)
- 정글의 법칙 (1995)
- 도너 (1995)
- 포에버 나이트 (1989)